# Micrurus pyrrhocryptus
Espèce
Synonymes
- Elaps pyrrhocryptus Cope, 1862
- Elaps simonsii Boulenger, 1902
- Micrurus lemniscatus Serié, 1936 nec Linnaeus, 1758
- Micrurus lemniscatus frontalis Amaral, 1944
- Micrurus tricolor Hoge, 1956

Statut de conservation UICN

 LC  : Préoccupation mineure
Micrurus pyrrhocryptus est une espèce de serpents de la famille des Elapidae. 

## Répartition
Cette espèce se rencontre, :
- au Brésil au Mato Grosso ;
- au Paraguay ;
- en Bolivie ;
- dans le nord de l'Argentine.

## Publication originale
- Cope, 1862 : Catalogues of the Reptiles Obtained during the Explorations of the Parana, Paraguay, Vermejo and Uraguay Rivers, by Capt. Thos. J. Page, U. S. N.; And of Those Procured by Lieut. N. Michler, U. S. Top. Eng., Commander of the Expedition Conducting the Survey of the Atrato River. Proceedings of the Academy of Natural Sciences of Philadelphia, vol. 14, p. 346-359 (texte intégral).